# Arlette Ben Hamo

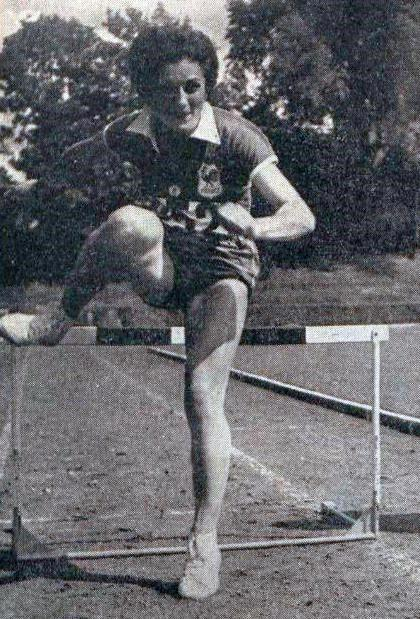
Arlette Ben Hamo (1950).

Arlette Ben Hamo LeCoeur, née le 22 mars 1930 à Saint-Martin-de-Fontenay, est une athlète française spécialiste des Épreuves combinées.

## Palmarès
- 6 sélections en Équipe de France A
- Championne d'Europe de pentathlon en 1950 (3204 pts, à 20 ans)
  - Finaliste des championnats d'Europe de pentathlon en 1954
- Championnats de France d'athlétisme:
  - vice-championne de France du pentathlon en 1950 (derrière Micheline Ostermeyer)[1]
  - vice-championne de France juniors du 400 mètres en 1950
  - 3e du pentathlon en 1953
  - 3e du pentathlon en 1954
  - 3e du 200 mètres en 1950
  - 3e des championnats de France juniors sur 200 mètres en 1948 (5e au disque)
  - 4e à la longueur en 1954
  - 5e à la longueur en 1955
  - 5e du 80 mètres haies en 1953
  - 5e du 80 mètres haies en 1954
  - 5e du saut en longueur en 1953
  - 6e sur 100 mètres en 1949
  - 6e sur 80 mètres haies en 1949

## Postérité
Une salle d'athlétisme porte son nom à Caen depuis 2013. 